# بني بويعلة (تافوغالت)
بني بويعلة هي إحدى مشيخات المملكة المغربية، تتبع جغرافيا لإقليم بركان وإداريًا لتافوغالت. يقدر عدد سكانها بـ 332 نسمة حسب الإحصاء الرسمي للسكان والسكنى لسنة 2004.